# 프랑켄슈타인 (뮤지컬)
뮤지컬 <프랑켄슈타인>은 영국 출신의 여성작가 메리 셀리(Mary Shelley)의 소설<프랑켄슈타인>(Frankenstein)을 원작으로 한 뮤지컬 작품이다. 충무아트홀의 개관 10주년을 기념하여 제작된 한국 창작 뮤지컬이며, 극본에 왕용범, 작곡에 이성준이 담당했다. 2014년 3월 11일에 초연, 2015년 11월 26일에 재연을 하였다.
러닝타임은 인터미션 20분 포함 180분이다. 주인공 뿐만 아니라 극중 주요인물 모두가 1인 2역을 맡는 것이 독특한 특징이다.

## 역사
소설 프랑켄슈타인이 뮤지컬로 각색된 것은 처음이 아니다. 영국의 <록키 호러 쇼>(1973)와 미국의 코미디 뮤지컬 <영 프랑켄슈타인>(2007)은 원작 소설을 각색한 뮤지컬이다.
충무아트홀 개관 10주년을 기념하여 총제작비 40억원이 들여 창작되었다. 공연제작사가 아닌 공연장에서 직접 제작을 나선 최초의 뮤지컬이다.
연출·극본가 왕용범은 5년동안 '프랑켄슈타인'을 기획하였다.
2014년 3월 11일 프리뷰를 시작으로 2014년 3월 18일부터 5월 11일까지 초연을 진행했다.
왕용범 연출은 "인간군과 괴물의 갈등을 집중적으로 보여주면서 작품의 주제를 표현하고 싶었다"며 "이전 작품들이 구성이나 테크닉에 신경을 썼다면 이번 작품은 관객들에게 보다 진정성있게 다가가고 싶었다. 그런 면에서 배우 캐스팅도 철저하게 실력위주로 했다”고 밝혔다.
초연 후 '제 8회 더 뮤지컬 어워즈' 올해의 뮤지컬 등 9개 부문을 수상하였다.
뮤지컬 <프랑켄슈타인>은 총 89회 공연에서 누적 관객수 8만 명을 넘기고 평균 객석점유율 95%를 달성했다. 또한 투자사들의 투자가 이루어진 2013년 9월부터 공연이 종료된 5월까지의 약 9개월간의 기간 동안 40% 이상의 순이익률을 달성했다.
2015년 10월 31일, 두 번째 시즌을 앞두고 서울 중구에서 주최한 ‘정동야행 축제’에서 ‘프랑켄슈타인 갈라쇼’가 있었다. 갈라쇼는 야간 개방된 덕수궁 중화전 앞에서 오후 6시에 열렸다.관람을 위해 약 4000명의 관객들이 몰렸다. 1000여명의 관객은 공연 이전부터 리허설을 관람하였다. 공연에서는 배우 박은태와 한지상의 무대를 비롯해 뉴 캐스트들의 첫 무대가 공개됐다. 이외에도 바이올리니스트 콘(KoN), 피아니스트 윤한, 반도네오니스트 진선과 함께 한 콜라보레이션 무대까지 선보였다.
2015년 11월 26일부터 시작된 두 번째 시즌은 2016년 3월 20일까지 이어진다. 재연에서는 일부 넘버와 장면이 추가, 삭제되었다. 빅터의 누나 엘렌이 어린 시절 빅터의 아픈 상처를 설명하는 장면은 늘었으며, ‘평화의 시대’, ‘한잔의 술에 인생을 담아’, ‘살인자’ 등의 넘버를 반복하여 보다 풍성한 짜임새를 기획했다.
재공연은 초연보다 두 배의 공연기간으로, 4달간 151회로 기획되었다. 개막 후 평균 객석 점유율이 90%에 달하고, 12월에는 99%까지 오르는 등 큰 인기를 끌었다. 3월 20일 마지막 공연까지 적 관객 24만 명을 동원하며 압도적인 흥행 성과를 거뒀다.
'프랑켄슈타인’ 일본 대형 제작사 도호 프로덕션과 라이선스 계약을 체결하였으며 2017년 1월 8~30일 도쿄 닛세이 극장에서 초연했다. 나카가와 아키노리와 가키자와 하야토가 빅터 프랑켄슈타인 역을, 가토 가즈키와 고니시 료세이가 앙리 뒤프레 역을, 하마나 메구미가 엘렌 역을 연기한다. 도쿄 공연 후에는 지방 투어가 열렸다.2020년, 2025년에도 일본 공연이 열렸다.

## 특징
프랑켄슈타인은 아이돌이나 한류를 겨냥한 스타 연예인 보다는 전문적인 뮤지컬 배우를 섭외하고, 전 배역이 1인 2역을 연기하게 함으로서 제작비에서 출연료의 비중을 낮추었다.
프랑켄슈타인의 2014년 초연은 손익분기점을 넘으며 성공하자, 업게에서는 대형 창작 뮤지컬의 시도에 대한 기대가 생겨났다. 그리고 실제로 그 기대에 부응하듯이, 초대형 규모로 제작되는 창작 뮤지컬들이 2016년 라인업을 이루고 있다. <마타하리>(EMK 제작, 블루스퀘어 삼성전자홀, 3월 오픈), <웃는 남자>(CJ E&M 제작,
예술의전당 토월극장, 6월 오픈), <페스트>(스포트라이트 제작, LG 아트센터, 7월 오픈). 그리고 2016년 8월에 공연 예정이었던 <벤허>(충무아트홀 제작)는 1년 뒤로 개막을 미루며 대열의 끝을 장식했다. 기존 한국 뮤지컬 시장의 역사 뮤지컬 제작과는 달리 '한국적인 것'에 얽매이지 않고 다양한 국적의 원작을 기반으로 한 시도가 일어나고 있다. 프랑켄슈타인을 각색한 줄거리는 국적에 속하지 않는 인간의 욕망, 태생적인 외로움과 고통 등 보편적인 정서를 다뤄 큰 호응을 얻었다.
뮤지컬 프랑켄슈타인은 단순히 스릴러에 머물지 않고 등장인물 프랑켄슈타인과 괴물의 근원적인 고통과 고민, 그리고 슬픔 등을 섬세하게 표현한 것은 마니아들이 스스로를 ‘빅터맘’, ‘앙리맘’으로 호명하며 두 주인공의 심리와 상황에 완전히 몰입하는 동시에 팬덤을 내부에서 구별짓는 적극적인 활동을 견인하였다. 비록 외국의 소설을 원작으로 하지만, 한국적 정서를 기반으로 한 특유의 스토리 구성을 가지고 있다.
극 내에서 프랑켄슈타인과 앙리의 관계는 일종의 '브로맨스'의 형태를 띄며, 그것은 노래 "너의 꿈 속에서"에서 나타난다. 이후 앙리의 육체로 태어난 괴물의 주체적인 고민과 이에 대한 프랑켄슈타인의 슬픔과 거부의 원인이 된다.
- 비판

프랑켄슈타인에 대한 큰 기대와 호평 사이에서도 ‘뛰어난 볼거리와 장면의 시각적인 완성도에 비해 해외 라이선스 작품에서 본 듯한 요소들이 어설프게 짜깁기되어 있는 느낌을 떨치기 어렵다’는 일부 평론 또한 있다. 이러한 기시감에 대한 의혹에 대하여 충무아트홀 김희철 본부장은 “기존 코드를 새롭게 해석해 재창조하는 것도 창작의 일부다. 특정 대목이나 노래를 표절하진 않았다”고 말했다.

## 줄거리

### 1막
19세기 나폴레옹 전쟁 당시, 과학자 빅터 프랑켄슈타인은 군의 요청에 의해 '죽지 않는 군인'을 연구한다. 빅터는 어린시절 불우하게 부모를 잃은 인물로, 이러한 트라우마와 상실감을 생명 창조를 통해 극복하려 한다. 그러던 와중 신체 접합술의 대가인 앙리 뒤프레와 만나 뜻을 같이 하게 된다. 앙리는 빅터의 생명 창조에 대한 신념과 이상에 매료된 동료이자 빅터의 트라우마를 이해하는 진정한 친구이다. 전쟁이 끝나고 실험이 종료되자 빅터와 앙리는 프랑켄슈타인 성에서 실험을 지속한다. 실험 재료를 구하던 도중 예상치 못한 사건에 휘말리면서 앙리가 희생 되고, 빅터는 홀로 실험을 완성시켜 생명창조에 성공한다. 그러나 빅터는 예상과는 달리 잔인한 피조물의 모습에 그를 버리고 외면한다.

### 2막
창조주로부터 버림 받았던 괴물은 세상 사람들에게도 외면당한다. 인간이 아닌 유일무이한 존재로서 그는 극심한 외로움을 느끼며 따뜻한 보살핌을 꿈꾼다. 그러나 끝내 사람으로부터 버림받은 괴물은 자신의 창조주인 빅터를 다시 찾아와 자신이 받은 고통을 그대로 되돌려주며 복수한다. 괴물에 의해 주변인물을 하나 하나 잃어간 빅터는 북극에서 괴물과 최후의 만남을 가진다.

## 등장인물
빅터 프랑켄슈타인
- 어린시절 부모와 관련하여 강한 트라우마를 지니고 있다. 생명 창조에 집요한 의지가 있으며, 이를 실현시킬 수 있는 과학적, 의학적 지식이 있는 과학자이다.
- 주변인물로는 어린 시절부터 자신을 보살펴 준 집사 '룽게'와 유일한 가족 '엘렌', 그리고 약혼녀 '줄리아'가 있다.
- 주변 사람들의 걱정과 만류에도 불구하고 자신의 이상에 집착하여 결국 파국으로 치닫는 인물이다.

쟈크
- 격투장의 주인이자 아내 에바와 지낸다.

앙리 뒤프레
- 신체접합술의 대가인 앙리 뒤프레는 전쟁에 빅터 프랑켄슈타인과 만나 그의 실험과 이상에 매료되어 뜻을 같이 한다.
- 평생을 외로운 길을 걸었던 빅터의 진정한 친구가 되고, 실험의 완성을 위해 큰 역할을 수행한다.

괴물
- 빅터에 의해 창조된 피조물이다. 창조 후 창조주에게 버림받고 이름조차 가지지 못했다. 힘이 비정상적으로 강하다.

엘렌
- 빅터의 친누나로, 빅터와 함께 힘든 어린시절을 보냈지만 항상 동생을 걱정하고 보살핀다.
- 모두가 빅터를 이해하지 못할 때 그녀만이 그를 감싸지만, 그녀 또한 빅터를 이해하지 못하고 동생이 위험한 일을 그만두기를 바란다.

에바
- 쟈크의 아내

줄리아
- 어린시절부터 빅터를 기다려온 약혼녀이다. 일편단심으로 빅터를 사랑하고 걱정한다.

까뜨린느
- 어렸을 적 아버지에게 범해졌고, 어머니는 그녀를 돈에 팔았다.
- 절망적인 현실 속에서 사람을 두려워하고, 사람이 없는 곳으로 가 평화를 찾기를 꿈꾼다.

슈테판
- 시장이자 줄리아의 아버지. 빅터의 행실을 못마땅해한다.

룽게
- 빅터가 어렸을 때부터 그를 보살핀 집사이다.
- 매우 충직하며 장난기가 많은 유쾌한 인물이다.

## 주요 곡
1부
- 단 하나의 미래

전동석/최우혁
유준상/박은태
- 한 잔의 술에 인생을 담아

유준상/박은태
- 너의 꿈 속에서

한지상
박은태
- 나는 왜

박건형
- 위대한 생명창조의 역사가 시작된다

2부
- 그 곳에는

박은태/이지수
- 난 괴물

한지상
박은태
- 남자의 세계

이혜경
서지영
- 후회

전동석
유준상

## 캐스팅

### 2014 초연
기간: 2014.03.18 ~ 2014.05.18
- 빅터 프랑켄슈타인/자크

유준상
류정한
이건명
- 앙리 뒤프레/괴물

박은태
한지상
- 엘렌/에바

서지영
안유진
- 줄리아/까뜨린느

안시하
리사
- 슈테판/페르난도

이희정
- 룽게/이고르

김대종

### 2015 재연
기간: 2015.11.26 ~ 2016.03.20
- 빅터 프랑켄슈타인/자크

유준상
박건형
전동석
- 앙리 뒤프레/괴물

박은태
한지상
최우혁: 2015년 6월 오디션에서 1000대 1의 경쟁률을 뚫은 신예이다.
- 엘렌/에바

서지영
이혜경
- 줄리아/까뜨린

안시하
이지수
- 슈테판/페르난도

이희정
- 룽게/이고르

홍경수

### 2018 삼연
기간: 2018.06.20 ~ 2018.08.26
- 빅터 프랑켄슈타인/자크

류정한
전동석
민우혁
- 앙리 뒤프레/괴물

박은태
한지상
카이
박민성 (박성환)
- 엘렌/에바

서지영
박혜나
- 줄리아/까뜨린

안시하
이지혜
- 슈테판/페르난도

이희정
- 룽게/이고르

김대종
이정수

### 2021 사연
기간: 2021.11.24~2022.02.20
- 빅터 프랑켄슈타인/자크

민우혁
전동석
규현
- 앙리 뒤프레/괴물

박은태
카이
정택운 (빅스 레오)
- 엘렌/에바

서지영
김지우
- 줄리아/까뜨린

해나
이봄소리
- 슈테판/페르난도

이희정
서현철
- 룽게/이고르

김대종
이정수

## 팬덤
- 메모리북

디시인사이드 연뮤캘에서 제작이 발의된 후 팬들이 제작을 총괄하여 메모리 북이 제작되었다. 팬들은 직접 제작사와 홍보대행사에 연락을 취하고 연뮤갤에서 팀원을 모은 후, 팀별로 온라인 회의 또는 오프라인
회의를 진행하여 8개월가량 시간이 걸려 완전히 무보수로 메모리북을 제작하였다. 메모리북은 총 2권의 양장판으로 구성되어있으며, 1권은 작품에 대한 전반적인 소개, 원작과 뮤지컬의 차이점 분석, 제작과정 일지, 행사 소개로 구성되어 있는 서론과 작품 스터디, '북극의 오로라'라는 제목의 짧은 팬픽, 마니아들의 수다, 배우&제작진 메시지, 제작 후기로 이루어져 있다. 2권은 작품에 대한 다양한 리뷰들로 채워져 있고, 빅터와 괴물을 연기한 배우들을 그 조합별로 묶어 분석한 후 작중 인물을 분석하는 것으로 마감되었다. 메모리 북은 두 번의 공동구매로 판매되었고 모든 판매와 유통은 메모리북 블로그를 통해 이루어졌다.

## 같이 보기
- 더 뮤지컬 어워즈